# Terom
Terom Iași (fost Combinatul de Fibre Sintetice) a fost cel mai mare combinat românesc de fibre sintetice.
La sfârșitul anului 2002, cetățeanul român de origine siriană Nanaa Hassan a achiziționat pachetul majoritar de acțiuni deținut de APAPS.
În anul 2005, acesta a părăsit țara, fiind suspectat că ar fi devalizat fabrica pentru a finanța terorismul internațional.
Contractul dintre AVAS și sirian a fost reziliat, iar secțiile Terom au fost vândute separat, în primăvara anului 2006.
Compania italiană BiVaFil a preluat secția de fire contra sumei de 1,8 milioane euro.
În august 2016, după 16 ani de anchetă și judecată, Tribunalul București l-a condamnat pe Ammar Nanaa la 11 ani și jumătate de închisoare.
Număr de angajați:
- 2007: 700[3]
- 2002: 2.298[1]